# Осми конгрес на БКП
Осмият конгрес на Българската комунистическа партия се провежда в София на 4 ноември 1962 г.
Присъстват 1045 делегати и представители на 66 комунистически, работнически и революционни демократични организации от чужбина. Конгресът обсъжда отчет на ЦК и отчет на ЦРК; приема директиви за развитието на страната през 1961–1980 г.; внася допълнения и изменения в Устава на БКП и избира нов Централен комитет в състав от 101 членове и 67 кандидат членове и ЦРК от 20 члена.